# Производственный киноформат
Произво́дственный форма́т — кинематографический формат на киноплёнке, использующийся для изготовления оригинального негатива кинофильма или промежуточных материалов — мастер-позитива, дубльнегатива и т. д.
Производственные форматы непригодны для печати прокатных фильмокопий, поскольку место, предназначенное для совмещённой фонограммы, занято на них изображением, или использован нестандартный шаг кадра.
К таким производственным форматам относятся популярные «Супер-35», «Супер-16», «Технископ», УФК и некоторые другие форматы. С негатива таких форматов возможна только оптическая печать в любом из прокатных форматов, то есть изменение масштаба изображения, а иногда и исходного соотношения сторон кадра.

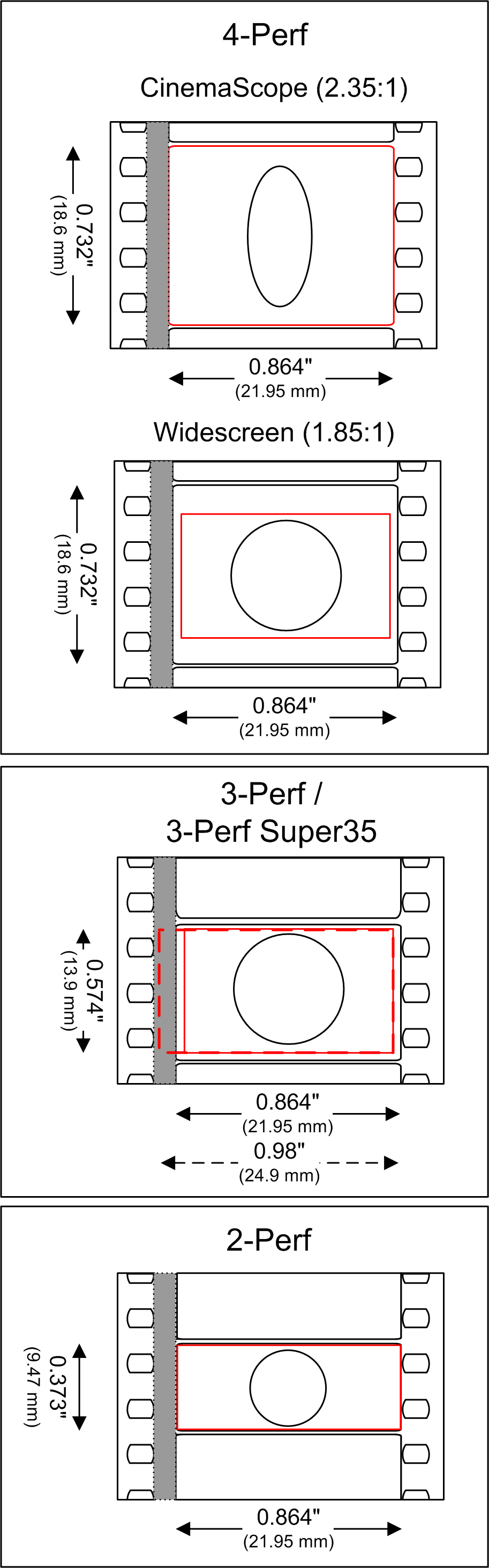
Форматы с различным шагом кадра, сверху вниз: прокатные «Синемаскоп» и кашетированный (4 перфорации) и производственные «Супер-35» (3 перфорации) и «Технископ» (2 перфорации)

## Использование
Бурное развитие киноформатов, пригодных только для создания рабочего негатива, связано с ростом популярности телевидения и необходимостью согласования широкоэкранного кинотеатрального и классического телевизионного изображений. Для телевизионного кинопоказа не обязательно наличие совмещённой фонограммы, занимающей место на киноплёнке. В настоящее время производственные форматы «Супер-35» и «Супер-16» практически вытеснили из кинопроизводства все остальные из-за распространения цифровых технологий, в которых такие форматы гораздо выгоднее прокатных, в том числе потому, что наиболее эффективно используют площадь киноплёнки. Оригинальный негатив сканируется и дальнейшая работа с фильмом проходит в компьютере. При такой технологии, получившей название Digital Intermediate, для монтажа не требуется физическая склейка отрезков негатива, требующая широкого межкадрового промежутка, который отсутствует у производственных форматов. Кроме того, большинство таких форматов позволяют существенно экономить дорогостоящую киноплёнку, благодаря укороченному шагу кадра.

### «Супер-35»
Формат «Супер-35» (англ. Super-35, Superscope-235), использует 35-мм киноплёнку, стандартный шаг кадра, но его кадр занимает всю ширину между перфорациями, в том числе пространство, в прокатных форматах резервируемое для оптической фонограммы. Этот формат почти точно соответствует киноплёнкам немого кинематографа, с той разницей, что при печати используется не вся высота кадра, а его часть, высота которой зависит от требуемого соотношения сторон изображения.
Разновидности формата «Супер-35» с шагом в 3 и 2 перфорации требуют специального грейферного механизма камеры. Такой шаг кадра позволяет экономить киноплёнку и особенно популярен при цифровой технологии с последующей цифровой обработкой отсканированного негатива, поскольку не допускает физическую склейку монтажных кусков из-за чрезвычайно узкого межкадрового промежутка.

### Супер-16
Производственный формат на 16-мм киноплёнке, предложенный шведским кинооператором Руне Эриксоном в 1969 году. От стандартного 16-мм формата отличается использованием всей ширины между однорядной перфорацией и противоположным краем киноплёнки, без резервирования места под фонограмму. Первоначально был рассчитан на оптическую печать 35-мм кашетированных фильмокопий с увеличением, а впоследствии оказался востребованным в цифровой технологии кинопроизводства. В начале 1970-х годов из неофициального формата стал международным стандартом SMPTE. Наибольшую популярность он приобрёл при производстве телесериалов и документального кино. Другой формат «Ультра-16» на такой же киноплёнке используется неофициально для исходного негатива, предназначенного для последующего сканирования. Система обладает близкими размерами кадра, расположенного симметрично, и получается путём несложной доработки кинокамер стандартного 16-мм формата.

### Технископ
«Технископ» (англ. Techniscope) изначально разработан как производственный формат для съёмки широкоэкранных фильмов с последующей печатью анаморфированных фильмокопий в различных версиях системы «Синемаскоп». Кадр негатива, идентичный по расположению и ширине, но с меньшей высотой и шагом в 2 перфорации, при оптической печати подвергался двукратному вертикальному анаморфированию.
В настоящее время существует разновидность формата «Супер-35», которая использует для изображения всю ширину киноплёнки между перфорациями и такой же шаг кадра, как у «Технископа». Укороченный шаг кадра вдвое сокращает расход киноплёнки и позволяет понизить шумность киносъёмочного аппарата.
В современной цифровой технологии «Супер-35» в 2 перфорации используется для создания рабочего негатива широкоэкранных фильмов с соотношением сторон кадра 2,39:1 и предназначен для сканирования. Многие киносъёмочные аппараты выпускаются с модульным лентопротяжным трактом, позволяющим использовать различный шаг кадра или оперативно перенастраивать его на 2, 3 или 4 перфорации, что даёт возможность снимать на все три варианта «Супер-35».

### УФК
УФК, универсальный формат кадра — формат, разработанный в 1967 году для фильмопроизводства в СССР на основе изучения современных систем кинематографа для унификации съёмочного процесса. Съёмка на этот формат производилась аппаратурой, предназначенной для фильмов обычного формата после замены кадровой рамки. Принципиальной особенностью УФК является полное использование всей полезной площади киноплёнки между перфорациями, увеличивающее информационную ёмкость негатива. С такого кадра путём оптической печати можно было получать фильмокопии обычного формата, широкоэкранные, кашетированные и даже широкоформатные. Фильмокопии обычного формата могли печататься контактным способом, с потерей незначительного участка изображения слева. По сути, УФК — советский аналог формата «Супер-35», но с соотношением сторон кадрового окна 1,56:1 и только стандартным шагом кадра. В настоящее время аппаратура такого формата не выпускается.
В современном кинематографе формат «Супер-35» и его разновидности практически вытеснили все остальные форматы негатива вследствие повсеместного использования цифровых технологий кинопроизводства.

## Универсальные форматы
Производственный формат может быть также прокатным, если контактная печать позволяет получить с негатива фильмокопию, пригодную для демонстрации в кинотеатрах. Это относится ко всем традиционным форматам на 35-мм киноплёнке — обычному, широкоэкранному и кашетированному. Большинство широкоформатных киносистем используют для съёмки негативную киноплёнку шириной 65-мм, а для производства прокатных совмещённых фильмокопий плёнку 70-мм, однако все они позволяют контактную печать в том же формате, следовательно являются и производственными и прокатными.
Некоторые форматы, являющиеся производственными и прокатными, могут использоваться главным образом, для съёмки негатива, поскольку мало распространёны в кинопрокате. Так, многие фильмы в форматах Ultra Panavision 70 или Technirama перепечатывались на фильмокопии формата Todd-AO, широко распространённого в прокате. Существуют кинематографические системы, негатив которых снимается только в производственном формате, а позитив печатается только в прокатном. Например, формат «Синемаскоп-55» был основан на формате негатива, существенно превосходившем позитив по размерам и имевшем другую перфорацию.